# Brandsted
Brandstad (på dansk: Brandsted ) er en landsby og sogn ca. fem km nord for Sjöbo i Skåne, og det historiske tingsted i Fers herred.